# Sarah Noger-Engeler

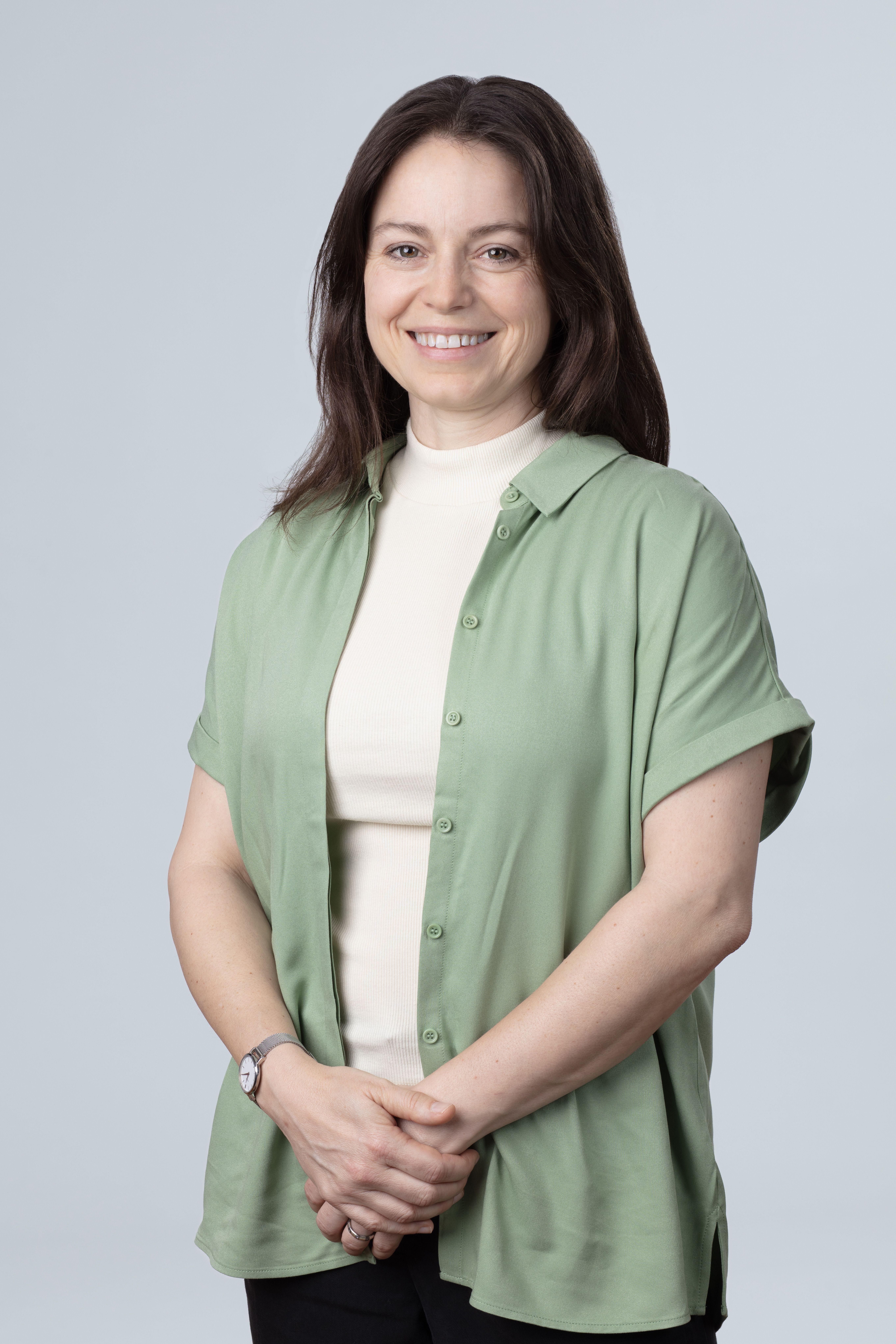
Sarah Noger-Engeler (2023).

Sarah Noger-Engeler (* 1972) ist eine Schweizer Politikerin (glp).

## Biografie

### Leben, Privates
Sarah Noger-Engeler ist in der Stadt St. Gallen aufgewachsen, ist verheiratet, hat drei erwachsene Kinder und lebt in Häggenschwil.

### Ausbildung, Beruf
Sarah Noger-Engeler ist ausgebildete Primarlehrerin. Sie unterrichtet an einer Primarschule in der Stadt St. Gallen. Seit 2014 sitzt sie im Vorstand des Verbands Lehrpersonen Sektion St. Gallen (VLSG). Sie absolvierte ausserdem einen CAS Fördern in Schriftsprache und Mathematik und einen Master of Arts in Frühe Kindheit der PH St. Gallen und der PH Weingarten. Sie ist Lehrbeauftragte an der PH St. Gallen.

### Politik
Sarah Noger-Engeler ist seit 2020 Mitglied des Kantonsrates. Da die Grünliberalen 2020 die Fraktionsstärke von sechs Sitzen mit fünf Sitzen knapp verpasst hatten, ist sie offiziell fraktionslos. Sie ist Leiterin der «GLP-Gruppe». 2024 erklärte sie ihre Kandidatur für den St. Galler Regierungsrat. Sie wurde nicht gewählt und zog ihre Kandidatur nach dem ersten Wahlgang zurück.